# مشعل العنزي (لاعب كرة قدم مواليد 1987)
مشعل العنزي لاعب كرة قدم، هو لاعب كرة قدم سعودي من مواليد 1987،.

## مسيرة اللاعب
لعب في نادي الباطن قبل أن ينتقل إلى نادي الرائد في 2008، ثم أعاره الرائد إلى الفيصلي مطلع عام 2016، وفي 2017، انتقل إلى نادي العروبة، وفي صيف نفس العام وقع مع نادي الخليج وبعدها عاد إلى نادي الباطن و بعدها لعب مع نادي عرعر والشعلة.